# Passiflora juliana
Passiflora juliana J.M. MacDougal – gatunek rośliny z rodziny męczennicowatych (Passifloraceae Juss. ex Kunth in Humb.). Występuje endemicznie w Meksyku. 

## Morfologia
PokrójZdrewniałe, trwałe, nagie liany.
LiściePotrójnie klapowane, mają 3–10 cm długości oraz 6–16 cm szerokości. Całobrzegie, z tępym lub ostrym wierzchołkiem. Ogonek liściowy jest owłosiony i ma długość 15–55 mm. Przylistki są eliptycznie owalne, mają 6–23 mm długości.
KwiatyZebrane w pary. Działki kielicha są podłużne, zielonożółtawe, mają 0,9–1,2 cm długości. Są pozbawione płatków. Przykoronek ułożony jest w dwóch rzędach, żółtozielonkawy, ma 3–8 mm długości.
OwoceSą prawie kulistego kształtu. Mają 1,3–2,5 cm długości i 1,3–2 cm średnicy.